# Sioule
Pour les articles homonymes, voir Sioule (homonymie).
La Sioule est une rivière française du nord du Massif central, qui prend sa source (altitude 1093 m) à proximité du lac de Servières  dans le massif des monts Dore. Elle s'écoule d'abord vers le nord puis vers le nord-est à partir de Pont-de-Menat (à proximité du village de Menat, avant Ébreuil). Elle a une longueur de 150 km (90 km dans le Puy-de-Dôme et 60 km dans le département de l'Allier). La plus grande partie de son parcours se situe dans la région des Combrailles. Elle est un affluent de l'Allier qu'elle rejoint à La Ferté-Hauterive (altitude 219 m), au nord-est de Saint-Pourçain-sur-Sioule.

## Hydronymie
Son nom actuel provient de l'occitan Siula. Ce terme revient d'ailleurs très souvent dans les textes de l'écrivain Benezet Vidal originaire de Pontgibaud. Dans son roman Jan Combralha, cette rivière y occupe une place importante.

## Géographie

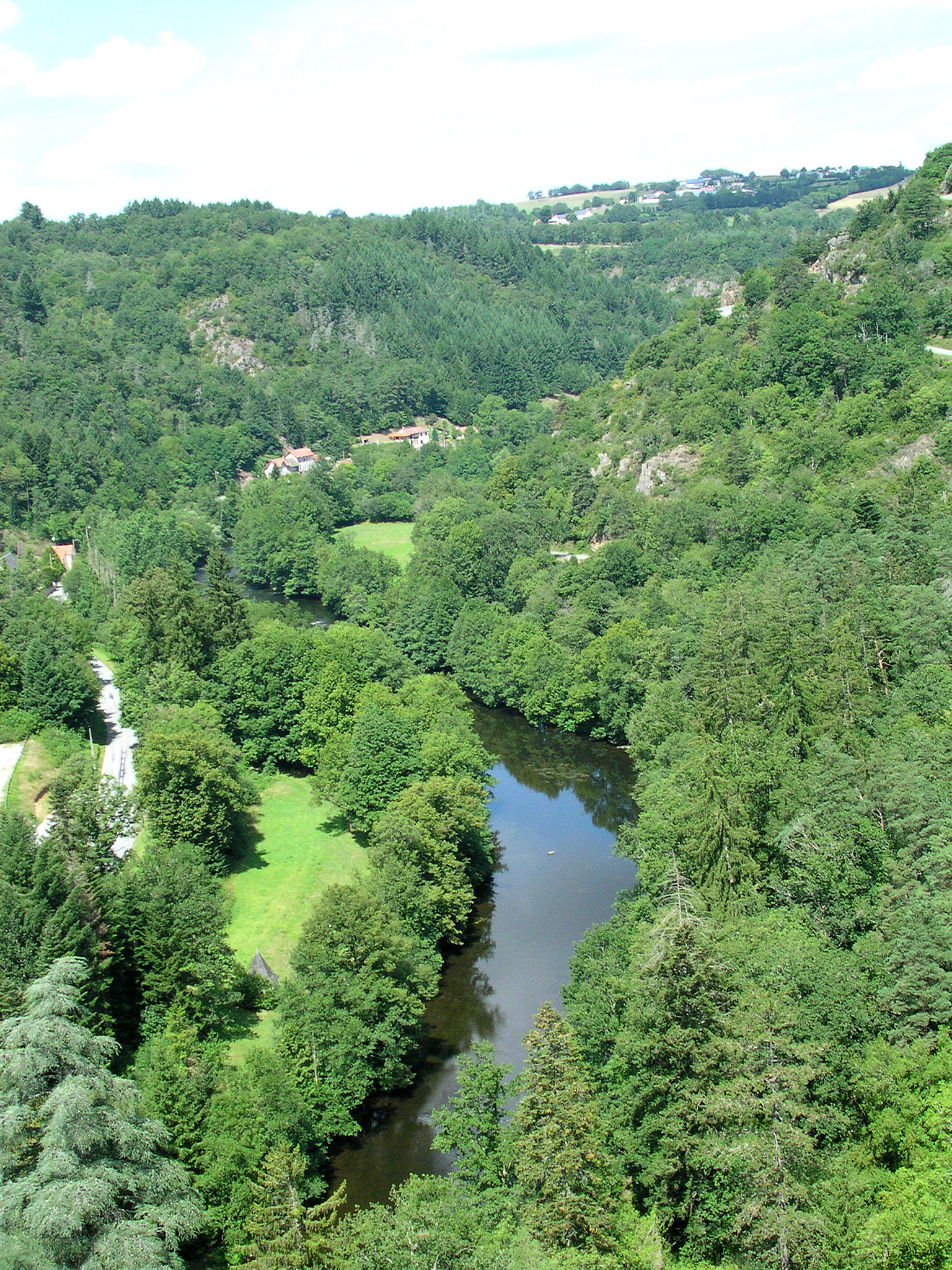
La Sioule en aval de Châteauneuf-les-Bains.

De 163,7 km de longueur, la Sioule passe à Saint-Bonnet-près-Orcival puis traverse  Pontgibaud, Olby, Châteauneuf-les-Bains, Ébreuil, Saint-Pourçain-sur-Sioule. Elle se jette dans l'Allier peu après cette dernière ville.
Sur son parcours entre Miremont et Châteauneuf-les-Bains, la Sioule alimente le plan d'eau des Fades-Besserve. Ce plan d'eau de 70 millions de m3 d'eau s'est formé à la suite de la construction en 1968 du barrage des Fades (hauteur 68 m). Ce barrage ainsi que celui de Queuille (construit entre 1901 et 1904) qui se situe juste après permettent la production d'électricité. Légèrement en aval du barrage des Fades, la Sioule est dominée par le viaduc ferroviaire des Fades. Ce dernier d'une hauteur de 133 m  était le détenteur du record mondial de hauteur des viaducs ferroviaires jusqu'en 1973. C'est maintenant le viaduc de Mala Rijeka au Monténégro qui le détient avec 200 mètres.

### Bassin versant
La Sioule traverse les douze zones hydrographiques K316, K320, K321, K322, K328, K329, K330, K331, K332, K337, K338, K340, pour une superficie totale de 12 694 km2.

## Affluents
La Sioule a soixante-quatre tronçons affluents référencés dont les principaux sont, d'amont vers l'aval :
- la Gorce (rd[note 1])
- le Sioulot (rg - 18 km, confluent à l'ouest dOlby) ;
- la Miouze ;
- le Tourdoux (ou Rhône) ;
- le Sioulet (alimente également le plan d'eau des Fades-Besserve) ;
  - la Saunade ;
- le Coli (alimente également le plan d'eau des Fades-Besserve) ;
- le Chalamont (alimente également le plan d'eau des Fades-Besserve) ;
- le Verdun ;
- la Gourdonne (qui sert de limite aux départements du Puy de Dôme et de l'Allier) ;
- la Cèpe ;
- la Veauce ;
- la Bouble (peu avant Saint-Pourçain-sur-Sioule) ;
- le Gaduet ;
- le Douzenan.

## Hydrologie

### La Sioule à Saint-Pourçain
Le débit moyen annuel de la Sioule, calculé sur 42 ans à Saint-Pourçain-sur-Sioule (de 1967 à 2008), est de 25,6 m3/s pour une surface de bassin de 2 458 km2.
La rivière présente des fluctuations saisonnières de débit, avec des crues hivernales de 30,7 à 47,2 m3/s de décembre à avril-mai inclus, et des maigres de fin d'été-début d'automne, de juillet à octobre (baisse du débit moyen mensuel jusqu'à 7,86 m3/s au mois d'août, variations sur de courtes périodes encore plus importantes).

### Étiage ou basses eaux

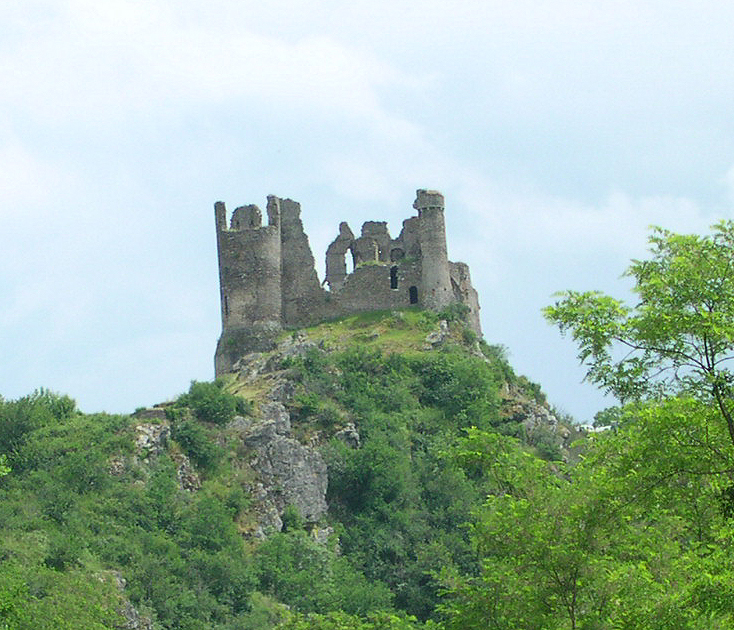
Château-Rocher.

En période d'étiage, le débit reste assez élevé (le VCN3, quantité minimale écoulée ou débit minimal sur trois jours consécutifs, peut chuter jusque 1,8 m3/s en cas de période quinquennale sèche).

### Crues
Bien qu'elle n'en soit pas totalement exempte, la Sioule en aval de l'usine hydroélectrique de Queuille n'est pas une rivière à crue. Le barrage de Fades joue un rôle d'écrêteur de crue, y compris pour les crues modérées, qui sont pourtant essentielles au bon fonctionnement des cours d'eau et généralement sans danger pour les populations et le patrimoine bâti. A titre d'exemple, on peut retenir qu'aucune crue biennale (c'est-à-dire qui se produit en moyenne une année sur deux) n'a été observée sur la Sioule à Ebreuil (03) au cours de la période 2012-2021. L'absence de crue sur cette rivière dégrade son fonctionnement écologique, en privant notamment les salmonidés présents (truite fario, ombre commun, saumon atlantique) de frayère de bonne qualité, non colmatées par les sédiments fins. Pour ceux que les données statistiques intéressent, les informations sont disponibles sur l'hydroportail. A Saint-Pourçain-sur-Sioule, le débit maximal calculé pour une crue tous les 2 ou 5 ans (QIX 2 et 5) vaut respectivement 200 et 300 m3/s. Statistiquement le débit de la Sioule atteint ainsi le niveau du débit moyen de la Seine à Paris tous les cinq ans. Les QIX 10, 20, 50 sont respectivement de 370 m3/s, 440 m3/s et 530 m3/s. Toujours à Saint-Pourçain-sur-Sioule, le débit instantané maximal enregistré a été de 580 m3/s le 1er mai 1983, tandis que la valeur journalière maximale était de 449 m3/s le 22 mai de la même année.

### Lame d'eau et débit spécifique
La lame d'eau écoulée dans le bassin est de 329 millimètres annuellement, ce qui est d'une bonne moyenne, et plus ou moins équivalent à celle de l'ensemble de la France, tous bassins confondus. Le débit spécifique (Qsp) s'élève à 10,4 litres par seconde et par kilomètre carré de bassin.

### Débits des cours d'eau du bassin de la Sioule
| Cours d'eau | Localité        | Débits en m3/s | Débits en m3/s | Débits en m3/s | Débits en m3/s | Débits en m3/s | Débits en m3/s | Débits en m3/s | Côte max(m) | Max. instant. | Max. journ. | Lame d'eau (mm) | Surface (km2) |
| Cours d'eau | Localité        | Module         | VCN3 (étiage)  | QIX 2          | QIX 5          | QIX 10         | QIX 20         | QIX 50         | Côte max(m) | Max. instant. | Max. journ. | Lame d'eau (mm) | Surface (km2) |
| ----------- | --------------- | -------------- | -------------- | -------------- | -------------- | -------------- | -------------- | -------------- | ----------- | ------------- | ----------- | --------------- | ------------- |
|             |                 |                |                |                |                |                |                |                |             |               |             |                 |               |
| Sioule      | Pontgibaud      | 6,38           | 0,630          | 61             | 87             | 100            | 120            | 140            | 2,74        | 170           | 107         | 572             | 353           |
| Saunade     | Pontaumur       | 1,11           | 0,051          | 10             | 15             | 18             | 21             | 25             | 1,65        | 24            | 16,8        | 313             | 112           |
| Sioulet     | Pontaumur       | 6,09           | 0,150          | 60             | 86             | 100            | 120            | 140            | 2,11        | 125           | 89          | 408             | 472           |
| Sioule      | Miremont        | 16,10          | 0,820          | 120            | 190            | 230            | 270            | 330            |             |               | 373         | 436             | 1 170         |
| Sioule      | Saint-Priest    | 18,40          | 0,660          | 130            | 190            | 230            | 260            | 310            |             |               | 414         | 449             | 1 300         |
| Sioule      | Ébreuil         | 20,90          | 1,300          | 150            | 250            | 310            | 370            | 440            | 2,39        | 531           | 295         | 402             | 1 648         |
| Bouble      | Chareil-Cintrat | 3,98           | 0,025          | 65             | 97             | 120            | 140            | 170            | 3,70        | 215           | 125         | 227             | 555           |
| Sioule      | Saint-Pourçain  | 25,60          | 2,100          | 200            | 310            | 380            | 440            | 530            | 3,10        | 580           | 449         | 329             | 2 458         |
|             |                 |                |                |                |                |                |                |                |             |               |             |                 |               |

## Faune
Des espèces qui avaient disparu ont commencé à recoloniser la rivière ou ses abords : la loutre d'Europe, le castor, le saumon. Des barrages ont été équipés de passages à loutres, comme à Pontgibaud et à Queuille.
Dans la partie moyenne de la rivière, entre Châteauneuf-les-Bains et Ébreuil, l'espèce de poisson qui domine est la truite fario ; elle y représente 50 % du total des individus. Le barbeau vient en deuxième position. Entre Pongibaud et le barrage des Fades les deux principaux poissons sont la truite fario et la perche commune . Après Jenzat, c'est le hotu qui est le plus commun.
Les falaises et rochers entre Château-Rocher et Chouvigny accueillent le faucon pèlerin et le hibou grand-duc.

## Curiosités
La Sioule présente plusieurs curiosités ou points d'intérêt le long de son cours : 
- Le méandre de Queuille, un impressionnant méandre situé sur la commune de Queuille. Le méandre est facilement visible depuis le belvédère du Paradis à côté du village de Queuille. Il est empli d'eau grâce au barrage de Queuille situé 1 km en aval.
- La presqu'île de Saint-Cirgues : méandre moins impressionnant que celui de Queuille, mais il reste néanmoins intéressant. Visible depuis une aire de repos en bord de route (D227 - Aire de la Croix-Rouge), et accessible depuis le parc thermal des Grands Bains en fond de vallée à Châteauneuf-les-Bains.La presqu'île de Saint-Cirgues.

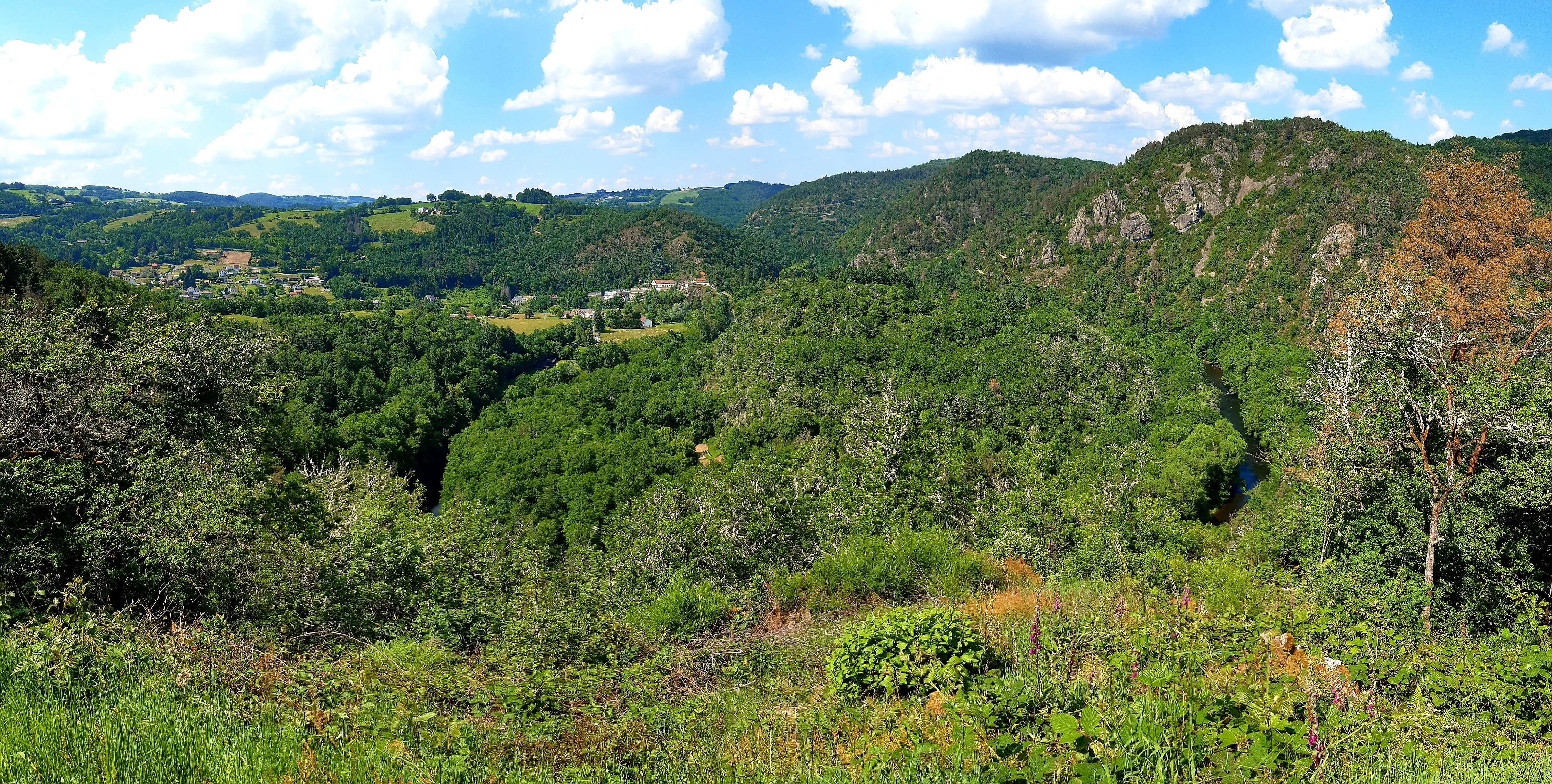
La presqu'île de Saint-Cirgues.

- Le viaduc des Fades, plus haut viaduc ferroviaire de France, construit entre les communes de Sauret-Besserve, au nord, et des Ancizes-Comps, au sud.

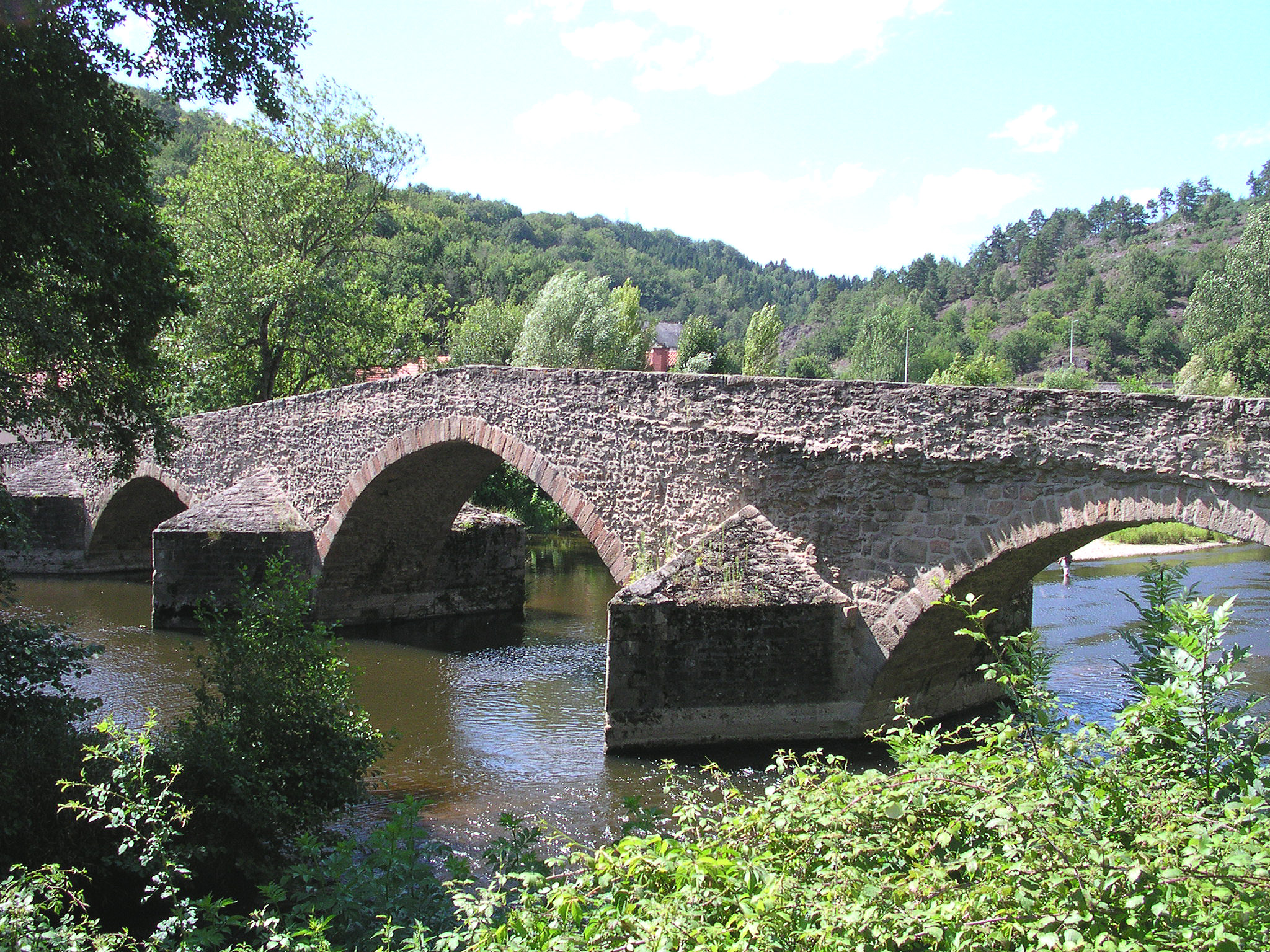
Le pont de Menat.

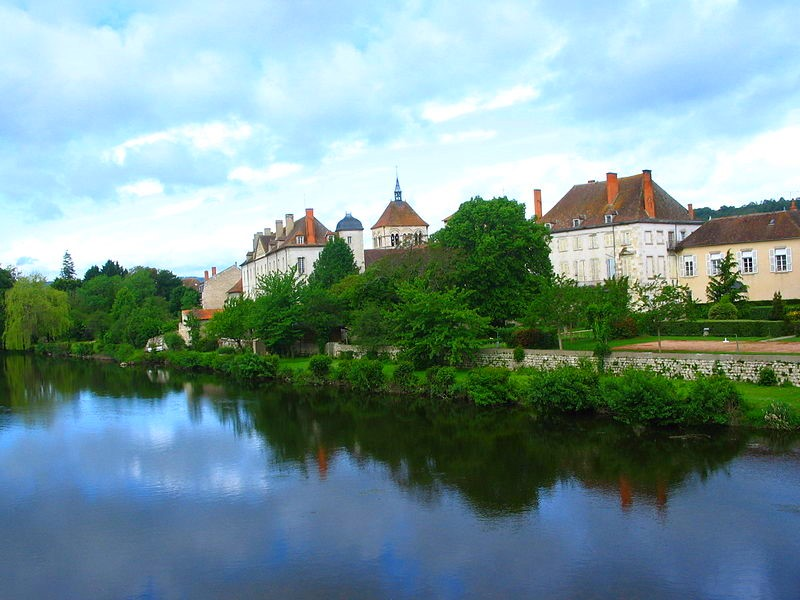
La Sioule à Ébreuil.

- Le Château-Rocher sur la commune de Saint-Rémy-de-Blot datant de la fin du XIe siècle. Dominant la Sioule et construit par Archambaud IV le Fort de la maison de Bourbon, il est situé en surplomb du pont de Menat dans la commune éponyme et permettait de contrôler le passage par ce pont enjambant la Sioule, entre Auvergne et Bourbonnais.
- Le pont de Menat, seul passage entre Ébreuil et Châteauneuf-les-Bains. La Sioule était alors une voie d'entrée et de circulation entre l'Auvergne et le Bourbonnais.
- L'abbaye clunisienne de Menat, une abbaye de style roman.
- Les gorges de la Sioule où la vallée se resserre sur 5 km et d'où jaillissent des rochers offrant un paysage pittoresque. Un tunnel permet à la route de passer le dernier étranglement.
- Le château de Chouvigny.
- Le château de Saint-Quintin, à Saint-Quintin-sur-Sioule, en bordure de rivière sur la rive droite avant Ébreuil.
- L'abbatiale d'Ébreuil ou église Saint-Léger, une église romane.
- le château de Rochefort qui domine la rive gauche de la rivière en aval d'Ébreuil.
- Le viaduc de Rouzat (1869) qui franchit la Sioule en aval d'Ébreuil, ainsi que le viaduc de Neuvial (1869) qui traverse un vallon descendant vers la Sioule en rive droite. Ils sont tous deux œuvres d'Eiffel et Cie et inscrits comme monuments historiques.

## Activités touristiques et sportives
La Sioule fait l'objet d'une valorisation touristique, notamment sur les curiosités sus-nommées : 
- La vallée est sillonnée par de nombreux chemins de randonnée (GR 30, GR 33, GR 441, GR 463) :
  - Val de Sioule, petite boucle ouest entre Ébreuil et Lalizolle (16,5 km + 15 km : empruntant le GR 463, l'itinéraire suit la Sioule dominée par le piton rocheux du château de Chouvigny et traverse la vallée boisée de la Veauce ;
  - Val de Sioule, petite boucle est entre Charroux - Ébreuil (16 km + 20,5 km) : l'itinéraire suit les gorges de Rouzat puis la plaine bellenavoise pour arriver à Charroux, village médiéval.
- La Sioule offre un site renommé pour la pêche (truite, etc.).
- La Sioule est pratiquée en canoë-kayak[8] :
  - 2 km classe III-V du pont de Pontgibaud au moulin de Péchadoire - parfois sportif haut rivière ;
  - 21 km classe II (3) de Péchadoire jusqu’à Pont du Bouchet ;
  - 50 km classe II (3) du barrage de Queuille à Rouzat - dont le parcours touristique du pont de Menat à Chouvigny / pont de Saint Gall (II-III), puis jusqu'à Saint-Pourçain-sur-Sioule (II).
- Le Sioulet est aussi descendu en canoë-kayak :
  - 9 km classe II (3) du pont de la D 987 au pont de la D 19 ;
  - 11 km classe III (4) du pont de la D 19 jusqu’à Pontaumur (gorges de Combrailles).